# The Food Wife
«The Food Wife» (в переводе с англ. — «Жена-гурман») — пятый эпизод двадцать третьего сезона мультсериала «Симпсоны», который вышел на телеканале «FOX» 13 ноября 2011 года.

## Сюжет
Гомер ведет своих детей, Барта и Лизу, на конвенцию по видеоиграм, чтобы провести еще одну веселую субботу. По возвращении домой Мардж расстраивается из-за того, что Гомер становится «веселым отцом», в то время как она застряла, занимаясь неинтересными вещами с детьми. В следующую субботу она решает взять Барта и Лизу на съезд X-игры, думая, что это будет что-то забавное. Однако, когда они прибывают, они разочарованы, чтобы узнать, что это христианское событие, а фактическое название конвенции является «Христианские игры» (остальные попали на настоящие Х-игры). Двигатель машины глохнет на обратном пути, и они вынуждены остановиться в районе Маленькая Эфиопия, где все трое заходят в ресторан, где подают эфиопскую кухню. Хотя изначально Мардж не любила экзотическую еду, ей напоминают, что она хочет быть веселой мамой, и поэтому просит самое аутентичное блюдо в меню для себя и своих детей. Все трое наслаждаются едой, и к ним присоединяется группа гурманов, которые рассказывают анекдоты о своих гастрономических приключениях. После безуспешных попыток убедить стойкого и прожорливого Гомера попробовать их эфиопскую еду на вынос Мардж, Барт и Лиза начали свой собственный блог о еде «Три Вкускетёра». Блог быстро становится популярным, и все трое проводят много времени вместе, пробуя новые блюда и писая о них.
Когда трио получает приглашение в эксклюзивный ресторан молекулярной кухни под названием Эль-Чемистри, Гомер злится из-за того, что его оставили в стороне. Мардж приглашает его из жалости, и он планирует вернуть себе титул «веселого папы», в результате чего Мардж беспокоится о потере своей новой связи с детьми. В одном из ее снов той ночью она и дети пробуют новую еду вместе с шеф-поваром Энтони Бурденом, когда Гомер прыгает на мяч для хмеля и съедает все, отвлекая внимание детей от Мардж. Гомер, Барт, Лиза, Бурден и другие известные повара, которые явились, такие как Марио Батали, затем прыгают от Мардж на шарах для хмеля, оставляя ее одну. Впоследствии Гордон Рамзи появляется рядом с ней, говоря ей, что она не должна была приглашать Гомера. На следующий день она намеренно дает Гомеру неправильный адрес ресторана. Увидев это, Барт и Лиза вызывают Мардж. Она безуспешно пытается убедить их, что она просто хочет одну ночь, чтобы он ничего не испортил. Барт и Лиза не убеждены, указывая, что они видели, как ужасно Гомер обращался с Мардж, оставив ее вне семейного веселого дня. Они упоминают, что она совершает ту же ошибку, что и он, оставив его вне семейного вечера и пробуя новую еду.
Когда Мардж и дети прибывают в Эль-Чемистри, Гомер по незнанию попадает в нелегальную метолабораторию (которые создают много плохого), которая, по его мнению, является настоящим рестораном. Он встречает торговца метамфетамином и других наркоманов, которых считает кулинарными хипстерами. Как только он собирается попробовать метамфетамин (который, по его мнению, представляет собой пищу, произведенную с помощью молекулярной гастрономии), врывается полиция, и между ними и наркоманами начинается перестрелка. Пока трио ест свою еду (деконструированный салат Цезарь и миниатюрные свиные отбивные) с другими гурманами в Эль-Чемистри, Мардж чувствует себя виноватой за то, что неверно направила Гомера, и получает паническое голосовое сообщение от него с просьбой о помощи. Безуспешно попросив других гурманов помочь спасти ее мужа, она, Барт и Лиза направляются в лабораторию по метамфетамину, получив собачьи сумки от шеф-повара. После прибытия Мардж кидает яблочный пирог из своей собачьей сумки в рот торговцу метамфетамином, вызывая воспоминания о его детстве, когда его мать делала яблочный пирог. С помощью этого отвлечения полиция подчиняет его. После того, как Мардж извиняется перед Гомером, они и их дети решают с этого момента весело проводить время всей семьей. В Крастилэнде Гомер дает детям 50 долларов, чтобы они повеселились, и решает провести время с Мардж.